# Pierre Lévy (diplomate)
Pour les articles homonymes, voir Lévy et Pierre Lévy.
Pierre Lévy, né le 5 août 1955 à Paris, est un diplomate français, ambassadeur de France, dont le dernier poste a été ambassadeur à Moscou du 7 janvier 2020 au 6 août 2024.

## Biographie
Diplômé de l'ESCP Business School (EAP) et élève de l'École nationale d'administration (promotion Solidarité), Pierre Lévy occupe divers postes en administration centrale et en cabinet ministériel.
En 1983, Pierre Lévy rejoint la Direction des relations économiques extérieures. Jusqu'en 1985, il est chef du bureau Concurrence internationale, adjoint au chef du bureau Asie-Océanie au service politique des échanges jusqu'en 1987, puis adjoint au chef du poste d'expansion économique à Cologne jusqu'en 1989.
Pierre Lévy passe par la sous-direction de l'analyse économique de l'action commerciale et financière au ministère des Affaires étrangères, et devient en 1992 sous-directeur des questions financières au service des relations industrielles et financières du MAE. En 1994, il est deuxième conseiller à l'ambassade de France à Singapour. En 1996, il dirige la sous-direction Europe Centrale et Sud au MAE.
Du 14 janvier 2010 au 10 juillet 2013, Pierre Lévy est ambassadeur de France en République tchèque.
En juillet 2013, Pierre Lévy est nommé directeur de l'Union européenne au Quai d'Orsay, succédant à Jean-Michel Casa. Jean-Pierre Asvazadourian lui succède à l'Ambassade de France en Tchéquie .
Du 2 août 2016 au 6 janvier 2020, Pierre Lévy est ambassadeur à Varsovie.
Le 7 janvier 2020, il est nommé ambassadeur à Moscou, poste qu'il occupe jusqu'en août 2024.
Le 11 mai 2022, il est élevé en Conseil des ministres à la dignité d’ambassadeur de France,.

## Guerre de la Russie à l'Ukraine
Dans le contexte de l'invasion de l'Ukraine par la Russie, la France annonce le 16 janvier 2024 la livraison d'armement à la république d'Ukraine et la signature d'un accord de sécurité. Dans la foulée, le ministère russe des affaires étrangères convoque l'ambassadeur de France en Russie prétextant pouvoir lui présenter « des preuves de l'implication croissante de Paris dans le conflit ». 

## Prix et honneurs

### France
- Officier de la Légion d'honneur (2022)[11] ; chevalier du 6 avril 2012[12].
- Officier de l'ordre national du Mérite (2017)

### Étranger
- Officier de l'ordre de Saint-Charles (Monaco)[13] (14 novembre 2013)